# Хаузен (Хунсрюк)
Хаузен (нем. Hausen) — община в Германии, в земле Рейнланд-Пфальц.
Входит в состав района Биркенфельд. Подчиняется управлению Раунен. Население составляет 190 человек (на 31 декабря 2010 года). Занимает площадь 4,99 км².

## География
Деревня Хаузен расположена в долине Ханенбах в центре Хунсрюка. На западе — Раунен, на севере — Оберкирн, на востоке — Воппенрот, на юге — Бунденбах. В деревне также находятся резиденции Биркенхоф, Брунненбергерхоф и Зонненхоф.

## Население
Развитие населения Хаузена; значения с 1871 по 1987 год основаны на переписях:

| Год  | Население |
| ---- | --------- |
| 1815 | 156       |
| 1835 | 163       |
| 1871 | 183       |
| 1905 | 189       |
| 1939 | 194       |
| 1950 | 218       |
| 1961 | 214       |

| Год  | Население |
| ---- | --------- |
| 1970 | 227       |
| 1987 | 211       |
| 1997 | 244       |
| 2005 | 200       |
| 2011 | 190       |
| 2017 | 194       |
| 2019 | 198       |

## Экономика и инфраструктура
В деревне есть деревенская ратуша, также называемая «Альте Шуле» (нем. „Alte Schule“). Она была построена в 1928 году. В настоящее время работают два ресторана.
В Кирне находится станция железнодорожной линии Бинген-Саарбрюккен. На севере находится Бундесштрассе 50 и аэропорт Франкфурт-Хан.

## Политика

### Местный совет
Местный совет в Хаузене состоит из шести советников, избранных большинством голосов на местных выборах 26 мая 2019 года, и почетного местного мэра в качестве председателя.

### Бургомистр
Герберт Фридрих стал местным мэром Хаузена в 2014 году. На прямых выборах 26 мая 2019 года он был переизбран еще на пять лет с долей голосов за 89,81 %.

## Культура и достопримечательности
Тропа Sirona проходит через Хаузен вдоль долины Ханенбаха до кельтского поселения Альтбург.